# Санта-Эужения
Санта-Эужения (порт. Santa Eugénia) — район (фрегезия) в Португалии, входит в округ Вила-Реал. Является составной частью муниципалитета Алижо. По старому административному делению входил в провинцию Траз-уж-Монтиш и Алту-Дору. Входит в экономико-статистический субрегион Доуру, который входит в Северный регион. Население составляет 511 человек на 2001 год. Занимает площадь 7,79 км².